# Згорня Бесниця (Крань)
Згорня Бесниця (словен. Zgornja Besnica) — поселення в общині Крань, Горенський регіон, Словенія. Висота над рівнем моря: 508,8 м.